# Chup (Nkambé)
Pour les articles homonymes, voir Chup.
Chup est une localité du Cameroun située dans le département du Donga-Mantung et la Région du Nord-Ouest, à proximité de la frontière avec le Nigeria. Elle fait partie de la commune de Nkambé.

## Population
En 1970, la localité comptait 1 038 habitants, dont la plupart appartenaient au clan Warr. 
Lors du recensement national (3e RGPH) de 2005, plusieurs quartiers de Chup ayant été constitués en villages autonomes, la population ne s'élevait plus qu'à 418 personnes.